# Afrikaspiele 2019/Taekwondo
| Medaillenspiegel Taekwondo (nach 16 von 16 Entscheidungen) | Medaillenspiegel Taekwondo (nach 16 von 16 Entscheidungen) | Medaillenspiegel Taekwondo (nach 16 von 16 Entscheidungen) | Medaillenspiegel Taekwondo (nach 16 von 16 Entscheidungen) | Medaillenspiegel Taekwondo (nach 16 von 16 Entscheidungen) | Medaillenspiegel Taekwondo (nach 16 von 16 Entscheidungen) |
| Platz                                                      | Land                                                       | Gold                                                       | Silber                                                     | Bronze                                                     | Gesamt                                                     |
| ---------------------------------------------------------- | ---------------------------------------------------------- | ---------------------------------------------------------- | ---------------------------------------------------------- | ---------------------------------------------------------- | ---------------------------------------------------------- |
| 01                                                         | Marokko                                                    | 5                                                          | 2                                                          | 4                                                          | 11                                                         |
| 02                                                         | Elfenbeinküste                                             | 3                                                          | 2                                                          | 5                                                          | 10                                                         |
| 03                                                         | Ägypten                                                    | 2                                                          | 8                                                          | 1                                                          | 11                                                         |
| 04                                                         | Tunesien                                                   | 2                                                          | 2                                                          | 2                                                          | 6                                                          |
| 05                                                         | Niger                                                      | 2                                                          | —                                                          | 1                                                          | 3                                                          |
| 06                                                         | Nigeria                                                    | 1                                                          | —                                                          | 5                                                          | 6                                                          |
| 07                                                         | Äthiopien                                                  | 1                                                          | —                                                          | 2                                                          | 3                                                          |
| 08                                                         | Kenia                                                      | —                                                          | 1                                                          | 1                                                          | 2                                                          |
| 09                                                         | Lesotho                                                    | —                                                          | 1                                                          | —                                                          | 1                                                          |
| 10                                                         | Senegal                                                    | —                                                          | —                                                          | 4                                                          | 4                                                          |
| 11                                                         | Gabun                                                      | —                                                          | —                                                          | 2                                                          | 2                                                          |
| 12                                                         | Botswana                                                   | —                                                          | —                                                          | 1                                                          | 1                                                          |
| 0                                                          | Burkina Faso                                               | —                                                          | —                                                          | 1                                                          | 1                                                          |
| 0                                                          | Demokratische Republik Kongo                               | —                                                          | —                                                          | 1                                                          | 1                                                          |
| 0                                                          | Mali                                                       | —                                                          | —                                                          | 1                                                          | 1                                                          |
| 0                                                          | Tschad                                                     | —                                                          | —                                                          | 1                                                          | 1                                                          |
| Gesamt                                                     | Gesamt                                                     | 16                                                         | 16                                                         | 32                                                         | 64                                                         |

Bei den Afrikaspielen 2019 in Rabat, Marokko wurden vom 21. bis 23. August 16 Wettbewerbe im Taekwondo ausgetragen, je acht für Männer und Frauen.

## Herren

### Bis 54kg
| Platz | Land | Athlet                    |
| ----- | ---- | ------------------------- |
| 1     | TUN  | Mohamed Khalil Jendoubi   |
| 2     | EGY  | Moat Azaz                 |
| 3     | SEN  | Mouhamadou Moustapha Kama |
| 3     | ETH  | Solomon Tufa Demse        |

Der Wettbewerb wurde am 22. August ausgetragen.

### Bis 58kg
| Platz | Land | Athlet        |
| ----- | ---- | ------------- |
| 1     | MAR  | Omar Lakhal   |
| 2     | CIV  | Issa Diakité  |
| 3     | CHA  | Casimir Betel |
| 3     | TUN  | Hedi Neffati  |

Der Wettbewerb wurde am 22. August ausgetragen.

### Bis 63kg
| Platz | Land | Athlet                    |
| ----- | ---- | ------------------------- |
| 1     | ETH  | Tariku Girma Demisu       |
| 2     | TUN  | Yassine Khezami           |
| 3     | CIV  | Christ Cedrick Bekah Seri |
| 3     | MAR  | Abdelbasset Wasfi         |

Der Wettbewerb wurde am 22. August ausgetragen.

### Bis 68kg
| Platz | Land | Athlet               |
| ----- | ---- | -------------------- |
| 1     | NIG  | Ismael Yacouba Garba |
| 2     | EGY  | Abdelrahman Abow     |
| 3     | CIV  | Aaron Kobenan        |
| 3     | MAR  | Faical Saidi         |

Der Wettbewerb wurde am 23. August ausgetragen.

### Bis 74kg
| Platz | Land | Athlet           |
| ----- | ---- | ---------------- |
| 1     | TUN  | Firas Katoussi   |
| 2     | EGY  | Seif Eissa       |
| 3     | MAR  | Soufiane el-Asbi |
| 3     | MLI  | Seydou Fofana    |

Der Wettbewerb wurde am 23. August ausgetragen.

### Bis 80kg
| Platz | Land | Athlet                  |
| ----- | ---- | ----------------------- |
| 1     | CIV  | Cheick Sallah Cissé     |
| 2     | MAR  | Achraf Mahboubi         |
| 3     | BFA  | Faysal Sawadogo         |
| 3     | SEN  | Sadikh Ababacar Soumaré |

Der Wettbewerb wurde am 21. August ausgetragen.

### Bis 87kg
| Platz | Land | Athlet            |
| ----- | ---- | ----------------- |
| 1     | CIV  | Seydou Gbane      |
| 2     | EGY  | Salaheldin Khairy |
| 3     | NGR  | Sunday Onofe      |
| 3     | SEN  | Moustapha Fall    |

Der Wettbewerb wurde am 21. August ausgetragen.

### Ab 87kg
| Platz | Land | Athlet                      |
| ----- | ---- | --------------------------- |
| 1     | NIG  | Abdoulrazak Issoufou Alfaga |
| 2     | EGY  | Abdelrahman Darwish         |
| 3     | NGR  | Benjamin Okuomose           |
| 3     | GAB  | Anthony Obame               |

Der Wettbewerb wurde am 21. August ausgetragen.

## Frauen

### Bis 46kg
| Platz | Land | Athlet         |
| ----- | ---- | -------------- |
| 1     | MAR  | Soukaina Sahib |
| 2     | LES  | Michelle Tau   |
| 3     | COD  | Flore Mbubu    |
| 3     | BOT  | Karabo Kula    |

Der Wettbewerb wurde am 21. August ausgetragen.

### Bis 49kg
| Platz | Land | Athlet                   |
| ----- | ---- | ------------------------ |
| 1     | CIV  | Bouma Ferimata Coulibaly |
| 2     | EGY  | Nour Abdesalam           |
| 3     | TUN  | Ikram Dhahri             |
| 3     | MAR  | Rabab Ouhadi             |

Der Wettbewerb wurde am 21. August ausgetragen.

### Bis 53kg
| Platz | Land | Athlet                |
| ----- | ---- | --------------------- |
| 1     | NGR  | Chinazum Ruth Nwosu   |
| 2     | MAR  | Oumaima El-Bouchti    |
| 3     | SEN  | Coumba Niang Ndoye    |
| 3     | ETH  | Tsebaot Gosaye Fikadu |

Der Wettbewerb wurde am 21. August ausgetragen.

### Bis 57kg
| Platz | Land | Athlet              |
| ----- | ---- | ------------------- |
| 1     | MAR  | Nada Laaraj         |
| 2     | EGY  | Radwa Nada          |
| 3     | CIV  | Banassa Diomandé    |
| 3     | NIG  | Tekiath Ben Yessouf |

Der Wettbewerb wurde am 23. August ausgetragen.

### Bis 62kg
| Platz | Land | Athlet                  |
| ----- | ---- | ----------------------- |
| 1     | MAR  | Safia Salih             |
| 2     | EGY  | Rewan Refaei            |
| 3     | NGR  | Vivian Chinwe Ndu       |
| 3     | CIV  | Koumba Nanah-Hélène Ibo |

Der Wettbewerb wurde am 23. August ausgetragen.

### Bis 67kg
| Platz | Land | Athlet                     |
| ----- | ---- | -------------------------- |
| 1     | EGY  | Hedaya Malak               |
| 2     | CIV  | Marie Ferederique Ekpetini |
| 3     | NGR  | Elizabeth Oluchi Anyanacho |
| 3     | GAB  | Urgence Mouega             |

Der Wettbewerb wurde am 22. August ausgetragen.

### Bis 73kg
| Platz | Land | Athlet               |
| ----- | ---- | -------------------- |
| 1     | EGY  | Maisoun Tolba        |
| 2     | TUN  | Amani Layouni        |
| 3     | NGR  | Uzoamaka Otuadinma   |
| 3     | KEN  | Everlyne Aluocheolod |

Der Wettbewerb wurde am 22. August ausgetragen.

### Ab 73kg
| Platz | Land | Athlet                   |
| ----- | ---- | ------------------------ |
| 1     | MAR  | Fatima-Ezzahra Aboufaras |
| 2     | KEN  | Faith Ogallo             |
| 3     | EGY  | Mennatullah Abdalaal     |
| 3     | CIV  | Aminata Charlène Traoré  |

Der Wettbewerb wurde am 22. August ausgetragen.